# Le Véritable Saint Genest
Le Véritable Saint Genest est une tragédie de l'écrivain français Jean de Rotrou, créée entre 1644 et 1646 et publiée en 1647. La pièce se déroule au IIIe siècle, sous la Tétrarchie et durant les persécutions de l'empereur romain Dioclétien ; elle s'inspire de l'histoire du martyr chrétien Saint Genest, comédien romain converti et exécuté ; à ce titre, la pièce met en scène des comédiens jouant eux-mêmes une pièce, ce qui en fait un exemple de théâtre dans le théâtre.

## Personnages
- Dioclétian, empereur (le Dioclétien historique)
- Maximin, empereur (Galère)
- Plancien, préfet
- Valérie, fille de Dioclétian (Galeria Valeria)
- Camille, suivante
- Genest, comédien (Genès de Rome)
- Marcelle, comédienne
- Octave, comédien
- Sergeste, comédien
- Lentule, comédien
- Albin, comédien
- Le décorateur
- Le geôlier
- Le page

Personnages joués par les comédiens à l'intérieur de la pièce :
- Adrian, ministre de Dioclétian (le martyr Adrien de Nicomédie), joué par Genest
- Natalie, femme d'Adrian, jouée par Marcelle
- Maximin, empereur, joué par Octave
- Flavie, tribun, joué par Sergeste
- Anthyme, prêtre ou diacre, joué par Lentule
- Un garde, joué par Albin

## Résumé
La scène est à Nicomédie.

### Acte I
Valérie, la fille de l'empereur, s'inquiète d'un rêve dans lequel elle se voyait épouser un berger. Elle apprend ensuite que son père a décidé de la marier à Maximin, coempereur glorieux pour son zèle à persécuter des chrétiens, et d'origine campagnarde. Valérie est soulagée et honorée de cette nouvelle. Tandis que Maximin arrive et qu'on félicite les futurs époux, Genest, comédien préféré de Dioclétian et élément indispensable des réjouissances impériales, apparaît et propose ses services pour fêter le mariage.
Il est alors convenu que, pour célébrer la gloire de Maximin, le comédien jouera une pièce mettant en scène Adrian, ancien persécuteur de chrétiens converti lui-même au christianisme, qui fut exécuté par Maximin.

### Acte II
Genest, seul, répète son texte. Il exprime un certain trouble : en s'identifiant au personnage d'Adrian, il se sent lui-même devenir chrétien. Soudain, une voix se fait entendre, qui encourage Genest à poursuivre son rôle et lui promet l'aide de Dieu.
La pièce commence : Genest joue Adrian qui s'encourage à mourir en martyr, tandis que Sergeste incarne un tribun qui a appris sa conversion inattendue et qui tente de le raisonner.

### Acte III
Dans la pièce jouée par les comédiens, Maximin menace Adrian, puis l'emprisonne. Celui-ci reçoit la visite de son épouse, Natalie, qui lui révèle être elle-même chrétienne.

### Acte IV
Adrian est condamné à mort, il va faire ses adieux à Natalie avant d'être exécuté. Alors qu'Adrian sera baptisé avant son exécution, Genest interrompt la pièce pour se déclarer lui-même chrétien.
Après un moment de confusion, Genest est mis au cachot. Les autres comédiens, suspectés par Plancien d'être eux aussi chrétiens, se retrouvent dans une situation problématique.

### Acte V
Dans son cachot, Genest fait l'éloge du martyre. Marcelle vient tenter de le raisonner, en vain. Finalement, malgré les demandes de grâce des comédiens pour Genest, celui-ci est tué.

## Écriture de la pièce
La pièce se base sur un sujet connu, reporté dans de nombreux martyrologes ; Genest est également un personnage populaire au Moyen Âge, considéré comme le saint patron du théâtre.
Pour écrire sa pièce, Rotrou s'est basé particulièrement sur la pièce Lo fingido verdadero de Lope de Vega. Il l'écrit pour la troupe de l'Hôtel de Bourgogne, celle-ci étant en concurrence avec l'Illustre Théâtre qui joue une tragédie sur le même sujet, L’Illustre Comédien ou Le Martyre de Saint Genest, de Nicolas Mary.

## Éléments d'analyse
Dans la tradition, Genest est un comédien qui parodie les chrétiens, et qui, en se convertissant, renie le blasphème que constituaient ses imitations. Chez Rotrou, cet aspect est considérablement occulté, Genest est au contraire sauvé par le théâtre, puisque c'est en incarnant Adrian qu'il va lui-même devenir chrétien. On peut y voir une volonté de la part de Rotrou de faire l'apologie du théâtre, dans un contexte de durcissement des dogmes religieux lié à la Contre-Réforme qui amène le clergé à voir le théâtre d'un très mauvais œil.
Cette apologie conduit également Rotrou à employer l'allégorie du theatrum mundi, qui consiste à considérer la vie comme un théâtre. Genest explique : « Ce monde périssable et sa gloire frivole Est une comédie où j'ignorais mon rôle ; [...] ». Dans cette même idée, des parallèles sont faits entre l'ange qui inspire la grâce à Genest et le souffleur d'une pièce de théâtre : on voit bien ici la volonté de concilier théâtre et religion.

### Théâtre
- 1988 : mise en scène d'André Steiger, Comédie-Française[4]